# Še 1000 km
Še 1000 km je peti in zadnji studijski album slovenske pop rock skupine California. Izdan je bil leta 1999 pri založbi Menart Records.

## Seznam pesmi
Vse pesmi je napisal Matjaž Zupan.
| Št. | Naslov                             | Dolžina |
| --- | ---------------------------------- | ------- |
| 1.  | „Ustavil bi čas‟                   | 3:56    |
| 2.  | „Ledena ptica‟                     | 3:33    |
| 3.  | „Še 1000 kilometrov‟               | 4:14    |
| 4.  | „Reci, da si nora name‟            | 4:12    |
| 5.  | „Stara barka‟                      | 3:36    |
| 6.  | „Srečna družina (Happy Family)‟    | 3:29    |
| 7.  | „Moje hrepenenje‟                  | 4:26    |
| 8.  | „Kraljica poročnega potovanja‟     | 4:23    |
| 9.  | „Travica‟                          | 3:33    |
| 10. | „1000 kilometrov‟                  | 3:25    |
| 11. | „Vodnjak ljubezni‟                 | 4:12    |
| 12. | „Ne pozabi me‟ (akustična izvedba) | 4:18    |

## Osebje
California
- Matjaž Zupan – vokal
- France Logar – bas kitara, spremljevalni vokal
- Igor Potočnik – kitara, spremljevalni vokal
- Janez Arzenšek – bobni
- Uroš Semeja – klaviature

Tehnično osebje
- Matjaž Zupan – produkcija, aranžmaji, tonski tehnik
- Dean Windisch – produkcija
- Martin Žvelc – mastering